# Enugu

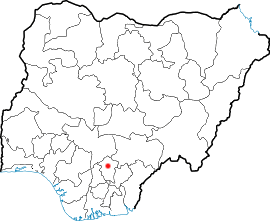
Enugus läge i Nigeria

Enugu är en stad i sydöstra Nigeria. Den är administrativ huvudort för delstaten Enugu och har ungefär 650 000 invånare (uppskattning från 2006). Stadens befolkning tillhör främst den etniska gruppen igbo, som är en av de tre stora etniska grupperna i Nigeria. Staden, som ligger vid foten av Udiplatån, var tidigare centrum för betydande kolbrytning, men denna har på senare tid minskat kraftigt. Industrier i staden är bland annat cementfabrik, valsverk, monteringsfabrik för bilar samt textilindustri. Sedan 1980 har Enugu ett universitet, och här finns även flera högskolor.
Enugu grundades 1909 efter att man upptäckt kolförekomster på Udiplatån, och blev vid den nigerianska självständigheten 1960 huvudort i landets östregion. Den 30 maj 1967 blev Enugu huvudstad i utbrytarrepubliken Biafra. Sedan staden intagits av nigerianska trupper den 28 september 1967 flyttades Biafras huvudstad till Umuahia. Enugu var därefter huvudstad i delstaten Anambra fram till 1991.